# تاريخ الاستعمار
امتدت ظاهرة الاستعمار تاريخيا في جميع أنحاء العالم وعبر الزمن. مارس الاستعمار القديم والعصور الوسطى من قبل الفينيقيين والإغريق والصليبيين وغيرهم. بدأ الاستعمار بالمعنى الحديث أو الإمبريالية في القرن ال15 تزامنًا مع «عصر الاستكشاف» بقيادة البرتغاليين، ثم بالاستكشاف الإسباني للأمريكتين وسواحل إفريقيا والشرق الأوسط والهند وشرق آسيا. كانت الإمبراطوريتان البرتغالية والإسبانية أول إمبراطوريتين عالميتين لأنهما كانتا أول من امتدتا عبر قارات مختلفة، وغطت مناطق شاسعة حول العالم. وفي القرنين السادس عشر والسابع عشر أنشأت إنجلترا وفرنسا والجمهورية الهولندية أيضًا إمبراطورياتهم في ماوراء البحار في منافسة مباشرة مع بعضهم البعض.
شهدت نهاية القرن الثامن عشر ومنتصف القرن التاسع عشر الحقبة الأولى من إنهاء الاستعمار، عندما حصلت معظم المستعمرات الأوروبية في الأمريكتين، ولا سيما مستعمرات إسبانيا وفرنسا الجديدة والمستعمرات الثلاثة عشر، على استقلالها من عاصمتها. وجهت مملكة بريطانيا العظمى (التي توحدت بين اسكتلندا وإنجلترا) وفرنسا والبرتغال والهولنديين انتباههم إلى العالم القديم، وخاصة جنوب إفريقيا والهند وجنوب شرق آسيا، حيث تم بالفعل إنشاء مستوطنات ساحلية. أدت الثورة الصناعية الثانية في القرن التاسع عشر إلى ما أُصطلح على تسميته بعصر الإمبريالية الجديدة، حيث تسارعت وتيرة الاستعمار بسرعة، وكان ذروتها التدافع على أفريقيا، حيث شاركت بلجيكا وألمانيا وإيطاليا أيضًا. .
وفي غضون القرن ال20، وُزعت مستعمرات الدول الخاسرة في الحرب العالمية الأولى بين الدول المنتصرة باعتبارها ولايات، ولكن لم تبدأ المرحلة الثانية من إنهاء الاستعمار بشكل جدي إلا بنهاية الحرب العالمية الثانية. وفي سنة 1999 تنازلت البرتغال عن آخر المستعمرات الأوروبية في آسيا، وهي ماكاو إلى الصين، وأنتهت بذلك حقبة استمرت ستمائة عام.

الأراضي التي استعمرتها القوى الأوروبية، وروسيا، والدولة العثمانية، والولايات المتحدة واليابان منذ 1492

## المراحل
قسم بعض المؤرخين الاستعمار الأوروبي إلى ثلاث موجات:
تضمنت الموجة الأولى من الاستعمار الأوروبي على ثلاث دول رئيسية وهي البرتغال وإسبانيا ومرحلة الدولة العثمانية الأولى. بدأ البرتغاليون عصر الاستعمار الأوروبي الطويل بغزو سبتة بالمغرب سنة 1415، ثم غزوا واستكشفوا أراض وجزر أفريقية أخرى، وهذا من شأنه أن يفتح مرحلة جديدة عرفت باسم عصر الاستكشاف. أما العثمانيون فقد جنوب شرق أوروبا والشرق الأوسط وجزء كبير من شمال وشرق أفريقيا مابين 1359 و 1653 - مع تعرض الأخيرة للاحتلال الاستعماري، بدلاً من غزو إقليمي تقليدي. أطلق الأسبان والبرتغاليون استعمار الأمريكتين، مستندين في مطالبهم الإقليمية على معاهدة تورديسيلاس لسنة 1494. حددت هذه المعاهدة مناطق نفوذ إسبانيا والبرتغال.
جذب التوسع الذي حققته إسبانيا والبرتغال انتباه بريطانيا وفرنسا وهولندا. فبدأت تلك القوى الثلاث بدخول منطقة البحر الكاريبي وأمريكا الشمالية مكملة لحلقة استمرارية الاستعمار الأوروبي في تلك المناطق.
بدأت الموجة الثانية من الاستعمار الأوروبي بمشاركة بريطانيا في آسيا لدعم شركة الهند الشرقية البريطانية. كما شاركت دول أخرى مثل فرنسا والبرتغال وهولندا في التوسع الأوروبي في آسيا.
أما الموجة الثالثة أو «الإمبريالية الجديدة» فاحتوت على قضية التدافع على أفريقيا التي نظمها شروط مؤتمر برلين 1884. حيث قسّم المؤتمر إفريقيا فعليًا بين القوى الأوروبية. فخضعت معظم إفريقيا لسيطرة بريطانيا وفرنسا وألمانيا والبرتغال وبلجيكا وإيطاليا وإسبانيا.
وذكر جيلمارتن بأن تلك الموجات الثلاث من الاستعمار ارتبطت بالرأسمالية. فقد احتوت الموجة الأولى من التوسع الأوروبي على استكشاف العالم للعثور على إيرادات جديدة وإدامة الإقطاع الأوروبي. بينما ركزت الموجة الثانية على تطوير نظام الرأسمالية التجارية والصناعات التحويلية في أوروبا. ثم عززت الموجة الأخيرة من الاستعمار الأوروبي جميع المساعي الرأسمالية من خلال توفير أسواق جديدة ومواد أولية.

## الإمبريالية الروسية

التمدد الروسي (1300–1945)

حدثت التوسعات الإقليمية لروسيا على فترة 4 قرون إما عن طريق الغزو العسكري أو اتحادات أيديولوجية وسياسية. يغطي هذا القسم فترة (1533-1914).
قام إيفان الثالث (1462-1505) وفاسيلي الثالث (1505-1533) بتوسيع حدود موسكوفي (1283-1547) بضم جمهورية نوفغورود (1478)، ثم دوقية تفير الكبرى سنة 1485، وجمهورية بسكوف في 1510. وفولوكولامسك في 1513، وإمارات ريازان في 1521 ونوفغورود سيفيرسكي في 1522.
استمرت فترة عدم الاستقرار السياسي من 1598 حتى 1613 عند وصول آل رومانوف إلى الحكم، فعادت عمليات التوسع والاستعمار للقيصرية. وبينما كانت أوروبا الغربية تستعمر العالم الجديد، كانت روسيا تتوسع براً إلى الشرق والشمال والجنوب. بحلول نهاية القرن 19 وصلت الإمبراطورية الروسية من البحر الأسود إلى المحيط الهادئ، وضمنت لبعض الوقت مستعمرات في ألاسكا (1732-1867) ومستعمرة غير رسمية قصيرة العمر في إفريقيا (1889) جيبوتي حاليا. كان للاستيلاء على مناطق جديدة وخاصة في القوقاز تأثير نشط على بقية روسيا. وفقًا لمؤرخين روسيين:

### التوسع نحو آسيا
استمرت المرحلة الأولى حتى سنة 1650 وهي توسعة باتجاه الشرق من جبال الأورال إلى المحيط الهادئ. فقامت الرحلات الاستكشافية الجغرافية برسم خرائط لمعظم سيبيريا. واتجهت المرحلة الثانية (1785-1830) جنوبًا إلى المناطق الواقعة بين البحر الأسود وبحر قزوين. كانت المناطق الرئيسية هي أرمينيا وجورجيا، مع بعض الاختراقات المتميزة مع العثمانيين وبلاد فارس. بحلول 1829 سيطرت روسيا على كل القوقاز كما هو موضح في معاهدة أدرنة (1829). كانت الفترة الثالثة (1850-1860) فترة قصيرة قفزت فيها إلى الساحل الشرقي وضمت المنطقة من نهر آمور إلى منشوريا. واحتوت الحقبة الرابعة (1865-1885) تركستان ومناطق محاذية لشمال الهند البريطانية، مما أثار مخاوف البريطانيين من تهديد الهند في اللعبة الكبرى.

## الاستكشاف البرتغالي والإسباني والاستعمار

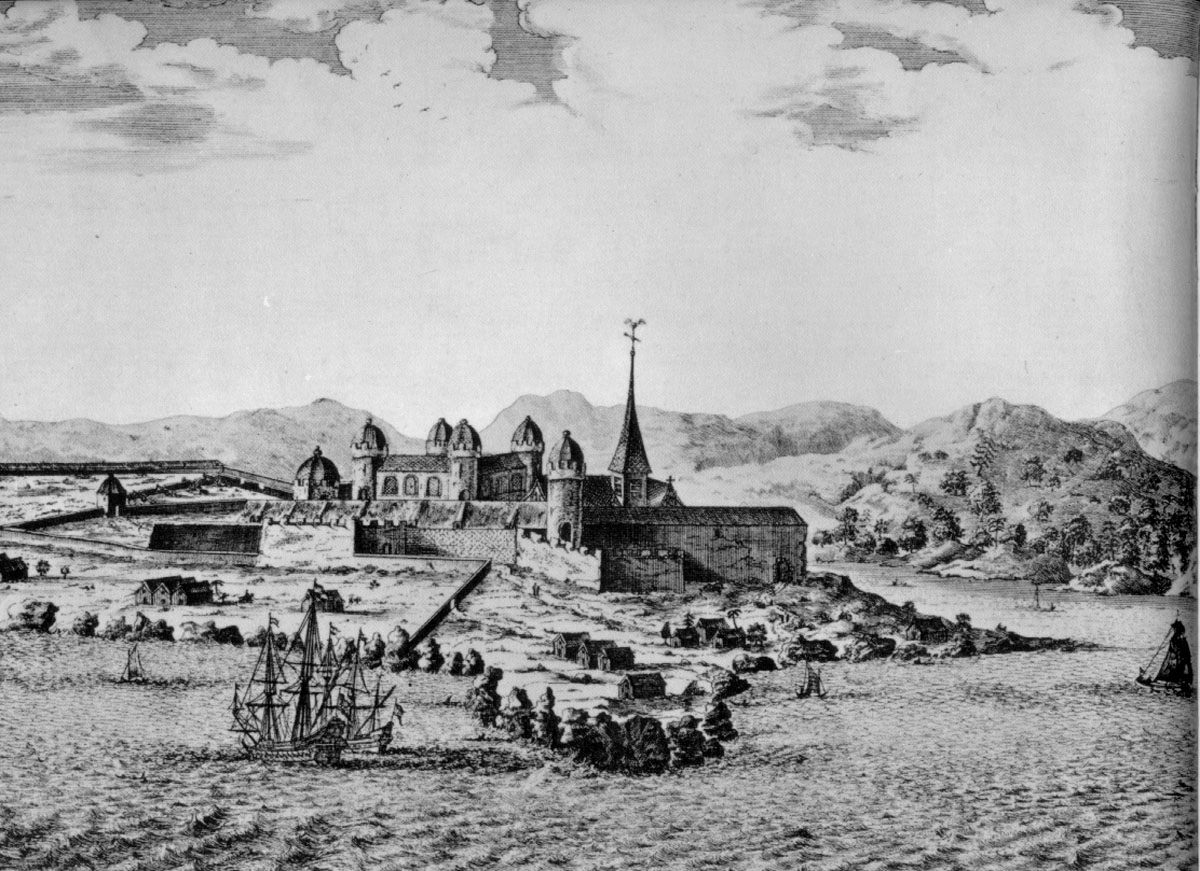
قلعة المينا بغانا، التي كانت مصنعًا في سلسلة مكونة من حوالي خمسين مصنعًا مُحَصنًا لفرض القوانين التجارية البرتغالية على طول الساحل. المشهد من البحر في 1668.

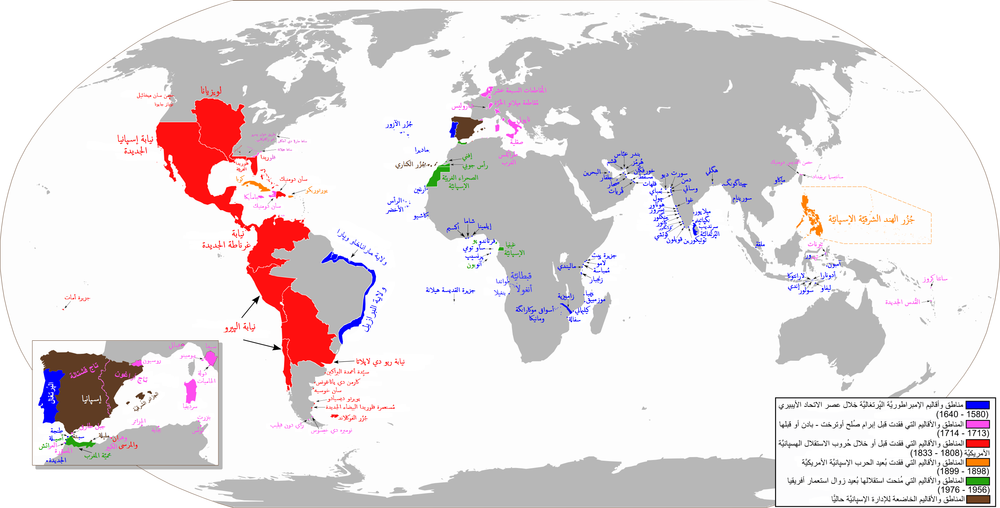
الإمبراطورية الإسبانية والبرتغالية المشتركة أثناء الاتحاد الأيبيري (1580–1640)

تعود جذور الاستعمار الأوروبي لنصفي الكرة الأرضية الشرقي والغربي إلى الاستكشاف البرتغالي. وقد كانت هناك دوافع دينية ومالية وراء هذا الاستكشاف. فمن خلاله تمكن البرتغالييون من إيجاد مصدرًا لتجارة التوابل المربحة، وجني الأرباح لأنفسهم. وتمكنوا أيضًا من تحقيق حلمهم وهو وجود مملكة أسطورية مسيحية للكاهن يوحنا، بهدف تطويق الدولة العثمانية الإسلامية التي لها أراضي في أوروبا الشرقية. ووضعت قدمها الأولى خارج أوروبا بغزو سبتة في 1415. وخلال القرن ال15 اكتشف البحارة البرتغاليون جزر المحيط الأطلسي ماديرا وجزر الأزور والرأس الأخضر والتي كانت مأهولة بالسكان. وواصلوا الاستكشاف تدريجيا على طول الساحل الأفريقي الغربي حتى أثبت بارتولوميو دياز سنة 1488 أنه من الممكن الإبحار حول إفريقيا عبر الدوران خلال رأس الرجاء الصالح، مما مهد الطريق لوصول فاسكو دا جاما إلى الهند سنة 1498.
وأدت النجاحات البرتغالية إلى تمويل إسبانيا لمهمة كريستوفر كولومبوس سنة 1492 لاستكشاف طريق بديل إلى آسيا عن طريق الإبحار غربًا. وقد وصل كولومبوس في النهاية إلى جزر الأنتيل الكاريبية، معتقدًا أنه وصل إلى ساحل الهند، وأن الأشخاص الذين قابلهم هناك هم هنود ذوي بشرة حمراء. هذا هو سبب تسمية الأمريكيين الأصليين بالهنود الحمر. وفي الواقع فإن كولومبوس قد وصل إلى قارة جديدة على الأوروبيين وهي القارة الأمريكية. وبعد رحلات كولومبوس الأولى، سُويت مطالبات التنافس بين إسبانيا والبرتغال حول الأراضي غير المكتشفة سنة 1494 بموجب معاهدة توردسيلاس، التي قسمت العالم خارج أوروبا في الاحتكار الثنائي في مجالي التجارة والاستكشاف بين مملكتي قشتالة والبرتغال على خط الطول بين الشمال والجنوب 370 فرسخ غرب الرأس الأخضر. وفقًا لهذه الاتفاقية الدولية، كان الجزء الأكبر من الأمريكتين والمحيط الهادئ مفتوحًا للاستكشاف والاستعمار الإسباني، بينما تم تخصيص إفريقيا والمحيط الهندي ومعظم آسيا للبرتغال.
وقد خضعت هذه الحدود التي نصت عليها معاهدة توردسيلاس للاختبار مرة ثانية عندما وصل المستكشف البرتغالي فرديناند ماجلان، الذي أبحر تحت العلم الإسباني إلى غوام والفلبين في 1521. وأصبح أول أوروبي يعبر المحيط الهادئ، والتقت الإمبراطوريتان العالميتان الآن، اللتان انطلقتا من اتجاهات متعارضة أخيرًا على الجانب الآخر من العالم. فحل هذا النزاع المستحدث بين القوتين مع معاهدة سرقسطة في 1529 والتي حددت مناطق النفوذ الإسباني والبرتغالي في آسيا، وإنشاء خط الزوال أو خط الترسيم على الجانب الآخر من العالم.
واستمر البرتغاليون خلال القرن 16 في بسط نفوذهم شرقًا وغربًا في المحيطات. وقاموا في آسيا بأول اتصال مباشر بين الأوروبيين والشعوب التي تسكن في موزمبيق ومدغشقر وسري لانكا وماليزيا وإندونيسيا وتيمور الشرقية 1512، والصين وأخيرًا اليابان. وبالمقابل احتل البرتغاليون أراضي ضخمة عرفت فيما بعد بالبرازيل. وأقام الغزاة الإسبان نيابات ملكية واسعة في إسبانيا الجديدة وبيرو، وفيما بعد ريو دي لا بلاتا (الأرجنتين) وغرناطة الجديدة (كولومبيا). وفي آسيا، واجه البرتغالييون المجتمعات القديمة المأهولة بالسكان، وأنشأوا إمبراطورية بحرية تألفت من مراكز تجارية ساحلية مسلحة على طول الطرق التجارية الخاصة بهم (مثل غوا وملقا وماكاو)، لذلك كان تأثيرهم الثقافي ضئيل نسبيًا على هذه المجتمعات. أما في نصف الكرة الغربي فقد قام المستعمرون الأوروبيون بنقل أعداد كبيرة من المستوطنين والجنود والإداريين العازمين على امتلاك الأراضي واستغلال (كما هي معايير العالم القديم) الشعوب البدائية التي كانت تبدو أنها الشعوب الأصلية في الأمريكتين. وكانت النتيجة أن استعمار العالم الجديد كان كارثيًا: كانت الشعوب الأم لا تضاهي تكنولوجيا الأوروبيين وقسوتهم وأمراضهم التي قضت على السكان الأصليين.
تسببت المعاملة الإسبانية مع السكان الأصليين جدلًا حادًا، وهو نقاش بلد الوليد، حول ما إذا كان الهنود يمتلكون أرواحًا أم لا، وإن كان كذلك فهل لهم حق في التمتع بالحقوق الأساسية للبشرية. ودافع بارتولومي دي لاس كاساس مؤلف الحساب الملخصة عن تدمير جزر الهند عن السكان الأصليين، وعارضه سيبولفيدا، الذي ادعى أن الهنود الأمريكيين هم رقيق بالفطرة.
وكانت للكنيسة الرومانية الكاثوليكية دورًا كبيرًا في أنشطة إسبانيا والبرتغال الخارجية. حيث الدومينيكانية واليسوعيون والفرنسيسكان، وبالذات فرنسيس كسفاريوس في آسيا وخونيبيرو سيرا في أمريكا الشمالية قد قاموا بأنشطة هامة في هذا المسعى. ولا تزال العديد من المباني التي شيدها اليسوعيون قائمة، مثل اطلال كنيسة سانت بول في ماكاو وسانتيسيما ترينيداد دي بارانا في باراغواي، وتتُعد الأولى مثال على مستوطنات اليسوعيون. ولا تزال مباني الدومينيكان الفرنسيسكان لبعثات كاليفورنيا ونيو مكسيكو قائمة، مثل مبنى سانتا باربرا في سانتا باربارا (كاليفورنيا) وسان فرانسيسكو وكنيسة أسيس في رانتشوس دي تاوس، نيو مكسيكو.

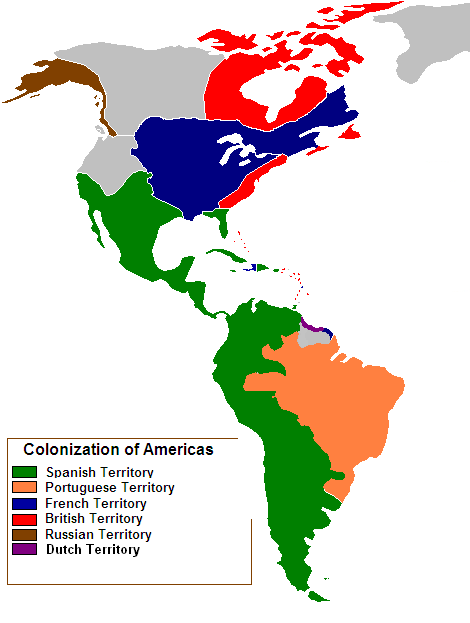
خريطة تشير إلى الأراضي التي احتلتها القوى الأوروبية(وتحديدًا إسبانيا والبرتغال وفرنسا) في الأمريكتين في 1750.

وكما يحدث بشكل مميز في أي استعمار، سواءًا كان أوروبيًا أو غيره، سابق أو لاحق، فقد استفادت إسبانيا والبرتغال استفادة رائعة من المستعمرات المكتشفة حديثًا في الخارج: استفاد الإسبانيون من الذهب والفضة المُستخرجة من المناجم في بوتوسي وزاكاتيكاس في إسبانيا الجديدة واستفادت البرتغال من الأرباح الباهظة التي حصلت عليها باعتبارها وسيطًا في عملية التجارة، خاصة خلال فترة تجارة نانبان اليابانية. سمحت المعادن الثمينة التي تدفقت إلى خزائن المملكة الإسبانية، لها بتمويل الحروب الدينية المُكلِفة في أوروبا، ولكنها في الآخر تسببت بإضعافها اقتصاديا: فالمعروض من تلك المعادن لن يكون غير محدود، وكذلك فالتدفق الكبير تسبب في التضخم والديون، وبالتالي أثر على باقي أوروبا.

### مواجهة شمال أوروبا للهيمنة الأيبيرية
لم يمض وقت طويل على تفرد أيبيريا بالسيطرة على الأمريكتين، حتى ظهرت قوى أوروبية أخرى معارضة، وعلى رأسها هولندا وفرنسا وإنجلترا: وتجسدت وجهة النظر التي اتخذها حكام هذه الدول في الاقتباس المنسوب إلى فرانسيس الأول ملك فرنسا الذي طالب بأن يُوضَح له بند في إرادة آدم يستثني سلطته في العالم الجديد. اتخذ هذا التحدي في البداية شكل هجمات القرصنة (مثل تلك التي قام بها فرانسيس دريك) على أساطيل المال الأسباني أو المستوطنات الساحلية، ولكن لاحقا بدأت دول شمال أوروبا في إقامة المستوطنات تلقاء نفسها، ولا سيما في المناطق التي كانت خارج المصالح الإسبانية، مثل ما هو الآن في الساحل الشرقي من الولايات المتحدة وكندا، أو الجزر في الكاريبي مثل أروبا ومارتينيك وبربادوس التي كان قد هجرتها إسبانيا من أجل البر الرئيسي والجزر الأكبر.
استند الاستعمار الإسباني على التحول الديني واستغلال السكان المحليين من خلال نظام إنكوميندا (هاجر العديد من الإسبان إلى الأمريكتين لتحسين وضعهم الاجتماعي، وكانوا لا يرغبون في العمل اليدوي)، تعزز الاستعمار الأوروبي الشمالي من خلال الهجرة لأسباب دينية (على سبيل المثال: رحلات سفينة المايفلاور). لم يكن دافع الهجرة أن يصبح الفرد أرستقراطيًا أو أن أو ينشر لإيمان ولكن كان دافعها خلق مجتمع جديد يُبنى وفقًا لرغبات المستعمر. وكان أكثر الشعوب هجرة في القرن ال17 هم الإنجليز، الذين جاءوا بعد سلسلة من الحروب الهولندية والفرنسية ليهيمنوا على المستعمرات الثلاثة عشر في الساحل الشرقي المعروفة في وقتنا الحاضر بالولايات المتحدة، وعلى المستعمرات الأخرى مثل نيوفاوندلاند وروبرتس لاند الموجودة في كندا.
ومع ذلك لم يكن الإنجليز والهولندييون والفرنسييون أكثر نفورًا من تحقيق ربح من الإسبان والبرتغاليين، وقد أثبتت مناطق استيطانهم في الأمريكتين أنها خالية من المعادن الثمينة التي وجدها الإسبان، إلا أنهم أوجدوا تجارة في السلع والمنتجات الأخرى التي كان يمكن بيعها وكسب الربح الهائل في أوروبا، فقدمت سببًا آخر لعبور المحيط الأطلسي، وبخاصة للحصول على الفرو من كندا والتبغ والقطن المزروعين في ولاية فرجينيا والسكر في جزر الكاريبي والبرازيل. وبسبب الاستنزاف الهائل للعمالة المحلية، كان على أصحاب المزارع البحث في أماكن أخرى للحصول على الأيدي العاملة نظرًا للعمالة الكثيفة التي كانت تحتاجها هذه المحاصيل. فاتجهوا إلى تجارة الرقيق القديمة في غرب أفريقيا والتي يعود عمرها إلى مئات السنين، وبدأوا بنقل الأفارقة عبر المحيط الأطلسي على نطاق واسع - ويقدر المؤرخون أن تجارة العبيد عبر الأطلسي جلبت بين 10 و 12 مليون عبد أفريقي أسود إلى العالم الجديد. وسرعان ماأصبحت جزر الكاريبي مأهولة بالعبيد المنحدرين من أصل أفريقي، ويحكمهم أصحاب المزارع من الأقلية البيضاء من كانت ترغب في تكوين الثروة ومن ثم العودة إلى وطنها لإنفاقها.

### دور الشركات في بداية الاستعمار
كان الاستعمار الغربي منذ بدايته معروف بكونه مشروع مشترك بين القطاعين العام والخاص. وقد مول المستثمرون الإيطاليون جزئيًا رحلات كولومبوس إلى الأمريكتين، ولكن عندما حافظت الدولة الإسبانية على قيود مشددة في التجارة مع مستعمراتها (بموجب القانون، لم يكن بإمكان المستعمرات التجارة إلا من ميناء واحد محدد في البلد الأم وتُستعاد الثروات في قوافل خاصة)، فقد منح الإنجليز والفرنسييون والهولنديون ما كان مُحتكرًا إلى شركات مساهمة مثل شركة الهند الشرقية وشركة خليج هدسون. لم يكن لدى الإمبراطورية الروسية أي حملات استكشافية أو استعمار ترعاه في الأمريكتين، ولكنها استأجرت أول شركة تجارية روسية مساهمة وهي الشركة الروسية الأمريكية التي رعت تلك الأنشطة في أراضيها.

### المستعمرات الأوروبية في الهند

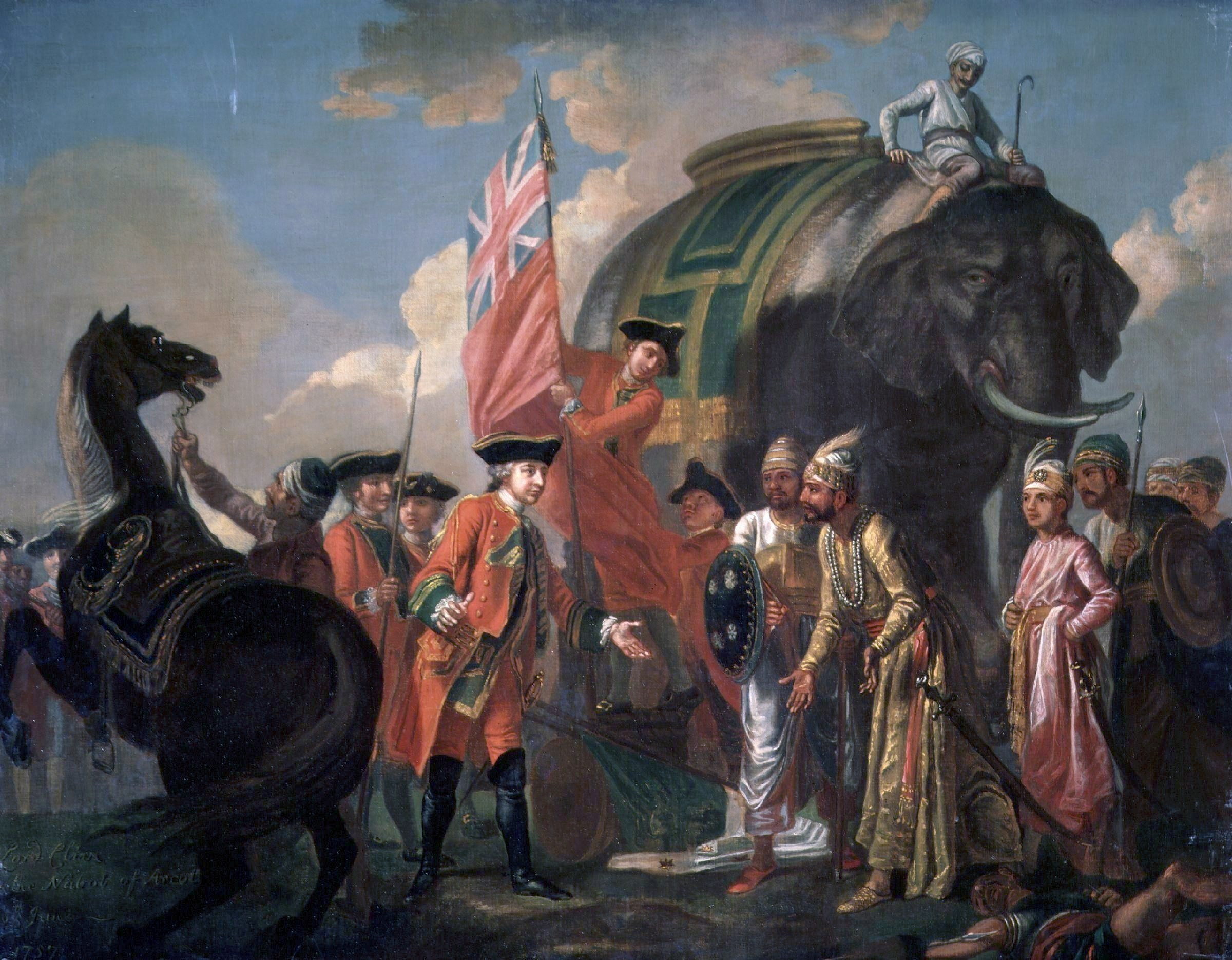
اجتماع اللورد كلايف مع مير جعفر في معركة بلاسي 1757م.

في مايو 1498 وطأ البرتغاليون كاليكوت في ولاية كيرالا، مما جعلهم أول الأوروبيون يبحرون إلى الهند. وبدأ التنافس بين القوى الأوروبية السائدة لدخول الهند، وهي هولندا وإنجلترا وفرنسا والدنمارك وغيرها. واستولوا على ممالك الهند تدريجيًا وسيطروا عليها بشكل غير مباشر بالحكام الدمى. وفي 1600 أصدرت الملكة إليزابيث الأولى ميثاقًا لتأسيس شركة الهند الشرقية للتجارة مع الهند وشرق آسيا. ونزل الإنجليز إلى سورات الهندية سنة 1612. وبحلول القرن ال19 كان لهم السيطرة المباشرة وغير المباشرة على معظم أرجاء الهند.

## الاستقلال في الأمريكتين (1770-1820)
خلال العقود الخمسة التالية لعام 1770، فقدت بريطانيا وفرنسا وإسبانيا والبرتغال العديد من ممتلكاتها في الأمريكتين.

### بريطانيا والمستعمرات الثلاثة عشر
بعد انتهاء حرب السنوات السبع سنة 1763، برزت بريطانيا كقوة مهيمنة في العالم، لكنها وجدت نفسها غارقة في الديون وتكافح من أجل تمويل القوات البحرية والجيش اللازمين للحفاظ على إمبراطورية عالمية. وقد أثارت محاولة البرلمان البريطاني لرفع الضرائب على المُستعمِرين في أمريكا الشمالية المخاوف عند الأميركيين بأن حقوقهم باعتبارهم إنجليز وخاصة حقهم في الحكم الذاتي أصبحت في خطر.
ومنذ 1765 أدت سلسلة من الخلافات مع البرلمان على فرض الضرائب إلى الثورة الأمريكية، أولًا لوجود لجان غير رسمية للمراسلات بين المستعمرات، ثم تنسيق الاحتجاج والمقاومة، وتزامن ذلك مع وقوع حادث هام في سنة 1770، وهي مذبحة بوسطن. وقد شكلت المستعمرات المتحدة جيشًا نظاميًا، وحارب الوطنيون بريطانيا في الحرب الثورية الأمريكية (1775-1783). وبدأت أعمال التمرد الرسمية ضد السلطة البريطانية منذ 1774 عندما ألغى وطنيو سوفولك بشكل فعلي الحكومة الشرعية في مقاطعة خليج ماساشوستس وطرد جميع المسؤولين الملكيين. وكانت التوترات الناجمة عن هذا أدت إلى اندلاع قتال بين الميليشيات الوطنية والجيش النظامي البريطاني في ليكسينغتون وكونكورد في أبريل 1775. حيث استولى الوطنبون بمفردهم على جيش الغزو البريطاني واعترفت فرنسا بالأمة الجديدة، وشكلت تحالفًا عسكريًا وأعلنت الحرب على بريطانيا، وتركت القوة العظمى بدون أي حليف رئيسي. فأعلن المؤتمر القاري الثاني الاستقلال في 4 يوليو 1776. فولدت دولة جديدة: الولايات المتحدة الأمريكية، استمرت حرب الاستقلال الأمريكية حتى سنة 1783 عندما تم التوقيع على معاهدة باريس. اعترفت بريطانيا بسيادة الولايات المتحدة على الأراضي المحصورة بين الممتلكات البريطانية في الشمال وفلوريدا من الجنوب ونهر المسيسيبي في الغرب.

### فرنسا والثورة الهايتية (1791-1804)
أسست الثورة الهايتية هي ثورة العبيد قادها توسان لوفرتور في المستعمرة الفرنسية سانت دومينيك، نشأت هايتي بوصفها جمهورية حرة للسود، وكان ذلك الحدث الأول من نوعه. أصبحت هايتي ثاني دولة مستقلة بعد الولايات المتحدة من المستعمرات الأوروبية السابقة في نصف الكرة الغربي. حرر الأفارقة والمنحدرون من أصل إفريقي أنفسهم من العبودية والاستعمار من خلال الاستفادة من الصراع بين البيض حول كيفية تنفيذ إصلاحات الثورة الفرنسية في هذا المجتمع الرقيق. وعلى الرغم من إعلان استقلالها في 1804، لم يتم الاعتراف بها رسميًا به حتى سنة 1825 من قبل الملك شارل العاشر ملك فرنسا.

### إسبانيا وحرب الاستقلال في أمريكا اللاتينية

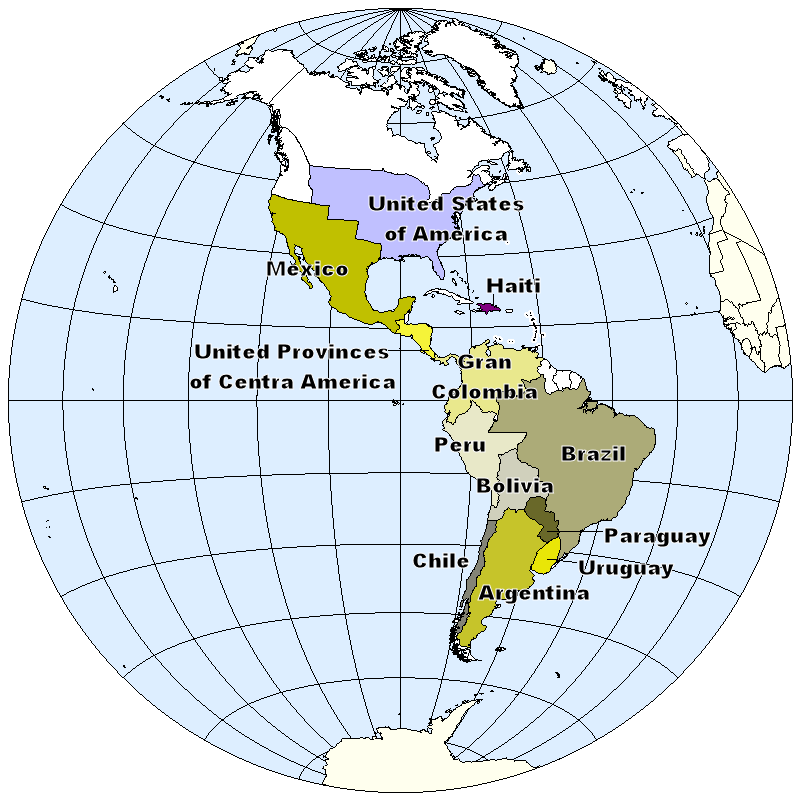
الجمهوريات المستقلة في الأمريكتين سنة 1830.

تسارعت وتيرة التدهور التدريجي لإسبانيا باعتبارها قوة استعمارية خلال القرن 17 بسبب حرب الخلافة الإسبانية (1701-1714)، وبسببها فقدت إسبانيا ممتلكاتها في أوروبا. أما المسمار الأخير في نعش الإمبراطورية الإسبانية في الأمريكتين فكان غزو نابليون لشبه الجزيرة الأيبيرية سنة 1808، وتنصيب أخيه جوزيف على العرش الإسباني. وبها انقطعت الرابطة الأساسية -الملكية الإسبانية- بين مدريد ومستعمراتها الأمريكية، مما دفع المُستعمِرين إلى التشكيك في استمرار تبعيتهم لبلد متدهور وبعيد. وبالتمعن في أحداث الثورة الأمريكية التي اندلعت قبل أربعين عامًا، بدأ القادة الثورييون حروبهم الدامية ضد إسبانيا لنيل الاستقلال، التي لم تتمكن جيوشها في النهاية من الحفاظ على سيطرتها. وبحلول 1831 طُرِدت إسبانيا من البر الرئيسي للقارة الأمريكية، تاركة مجموعة من الجمهوريات المستقلة التي امتدت من تشيلي والأرجنتين في الجنوب إلى المكسيك في الشمال. وخُفضت ممتلكاتها الاستعمارية إلى كوبا وبورتوريكو والفلبين وعدد من الجزر الصغيرة في المحيط الهادئ، وكانت إسبانيا على وشك خسارة كل هذه الممتلكات أمام الولايات المتحدة في الحرب الأمريكية الإسبانية 1998 وباعت بعضها لألمانيا بعدها بفترة.

### البرتغال والبرازيل
كانت البرازيل هي الدولة الوحيدة في أمريكا اللاتينية التي نالت استقلالها دون إراقة الدماء. فقد أجبر غزو نابليون للبرتغال سنة 1808 الملك جواو السادس على الفرار إلى البرازيل، حيث أنشأ بلاطه في ريو دي جانيرو. ولمدة ثلاثة عشر عامًا كانت البرازيل تحكم البرتغال، (ويعتبر ذلك المثال الوحيد على اعكاس الأدوار بين مُستعمَرة والمستعمر) وحين عودته إلى البرتغال 1821، ترك ابنه دوم بيدرو نائبا له على البرازيل. وفي 1822 أعلن بيدرو استقلاله عن البرتغال وعين نفسه إمبراطورًا للبرازيل. بعكس المستعمرات الإسبانية السابقة التي تخلت عن النظام الملكي لصالح النظام الجمهوري، فقد احتفظت البرازيل بصلاتها مع نظامها الملكي في البرتغال بيت براغانزا.

## الهند (1858 فصاعدًا)
كان نجاح فاسكو دا جاما في اكتشافه طريق بحري جديد إلى الهند سنة 1498 قد مهد الطريق للتجارة الهندية الأوروبية المباشرة. وسرعان ما أقام البرتغاليون مراكز تجارية في غوا ودامان وديو وبومباي. وكان القادمون الجدد هم الهولنديون والإنجليز - الذين أقاموا مركزًا تجاريًا في ميناء سورات على الساحل الغربي سنة 1619 - والفرنسيون. أعطت النزاعات الداخلية بين الممالك الهندية فرصًا للتجار الأوروبيين لتأسيس نفوذ سياسي تدريجيًا والأراضي المناسبة. على الرغم من أن هذه القوى الأوروبية القارية كانت تسيطر على مناطق مختلفة من جنوب وشرق الهند خلال القرن التالي، ولكنها بالآخر فقدتها كلها لصالح البريطانيين، باستثناء البؤر الاستيطانية الفرنسية في بونديشيري وتشاندرناجور والميناء الهولندي في ترافنكور، والمستعمرات البرتغالية غوا ودامان وديو.

### البريطانييون في الهند
أخذت شركة الهند الشرقية الإنجليزية الإذن من السلطان المغولي جهانكير سنة 1617 بالتجارة في الهند. وتدريجيًا دفعت زيادة نفوذ الشركة السلطان المغولي فاروخ صير إلى منحها تصاريحًا للتجارة الحرة المعفاة من الرسوم الجمركية في ولاية البنغال سنة 1717. ورفض نواب البنغال میرزا محمد سراج الدولة الحاكم الفعلي للبنغال محاولات البريطانيين لاستخدام هذه التصاريح. فأدى ذلك إلى معركة بلاسي سنة 1757، والتي انتصرت فيها جيوش شركة الهند الشرقية بقيادة روبرت كلايف على قوات نواب. وكان هذا أول موطئ قدم سياسي ذا آثار إقليمية اكتسبه البريطانييون الهند، حيث عينت الشركة كلايف أول حاكم لها في البنغال في 1757. واجتمع هذا مع الانتصارات البريطانية على الفرنسيين في مدراس ووانديواش وبونديشيري، والتي ساهمت بجانب النجاحات البريطانية خلال حرب السنوات السبع إلى تقليل النفوذ الفرنسي في الهند. وبعد معركة بوكسار 1764، قامت الشركة بشراء الحقوق المدنية للإدارة في ولاية البنغال من الإمبراطور المغولي شاه عالم الثاني؛ ومثل ذلك بداية حكمها الرسمي، الذي تمكن في النهاية من السيطرة على معظم الهند وإزاحة حكم المغول والأسرة الحاكمة نفسها في أقل من قرن من الزمان. احتكرت شركة الهند الشرقية تجارة البنغال، وأدخلت نظام الضرائب المفروضة على الأراضي المسمى بالتسوية الدائمة وأدخلت عليه هيكلية تشبه الإقطاعية (انظر زميندار) في ولاية البنغال. وبحلول خمسينات القرن التاسع عشر، سيطرت شركة الهند الشرقية على معظم شبه القارة الهندية، والتي تشمل حاليا باكستان وبنغلاديش مع الهند. وقد تلخصت سياستهم في بعض الأحيان في فكرة فرق تَسُد، مُستفيدة من العداء الشديد بين مختلف الولايات الأميرية والفئات الاجتماعية والدينية.
اندلعت أول حركة تمرد هندية كبيرة ضد حكم الشركة البريطانية المستبد سنة 1857، والمعروفة باسم«التمرد الهندي» أو «تمرد سيبوي» أو«الحرب الأولى للاستقلال». وبعد عام من الاضطراب، وتعزيز شركة الهند الشرقية قواتها من خلال الجنود البريطانيين، تغلبت الشركة على التمرد. ونُفي الزعيم الروحي للانتفاضة، آخر سلاطين مغول الهند محمد بهادر شاه إلى بورما، وقُطِعت رؤوس أولاده ومُحيَت السلالة المغولية. وبسبب تلك الثورة انتقلت السلطة كلها من شركة الهند الشرقية إلى التاج البريطاني، والذي بدأ في إدارة معظم أنحاء الهند باعتبارها مستعمرة. كانت الشركة تدير مباشرة الأراضي وكان حكام ما سُمي بالولايات الأميرية يشرفون على الباقي. كانت هناك 565 دولة أميرية عندما حصلت شبه القارة الهندية على استقلالها عن بريطانيا في أغسطس 1947.
وخلال فترة الراج البريطاني، غالبًا ما كانت يعزى سبب المجاعات في الهند إلى سياسات الحكومة الفاشلة، وكانت تلك المجاعات من أسوأ ما سُجِل في أي وقت مضى، ومنها المجاعة الكبرى 1876-1878، والتي مات فيها من 6.1 إلى 10.3 مليون فرد، ومجاعة الهند 1899-1900، والتي راح ضحيتها ما بين 1.2 إلى 10 ملايين فرد. وظهر الوباء الثالث في الصين في منتصف القرن 19، وانتشر الطاعون في جميع القارات المأهولة وقتل 10 ملايين شخص في الهند وحدها. وعلى الرغم من الأمراض الثابتة والمجاعات، فإن سكان شبه القارة الهندية في سنة 1750 كان حوالي 125 مليون نسمة، قد وصل إلى 389 مليون نسمة سنة 1941.

### الاستعمار الأوروبي في الهند

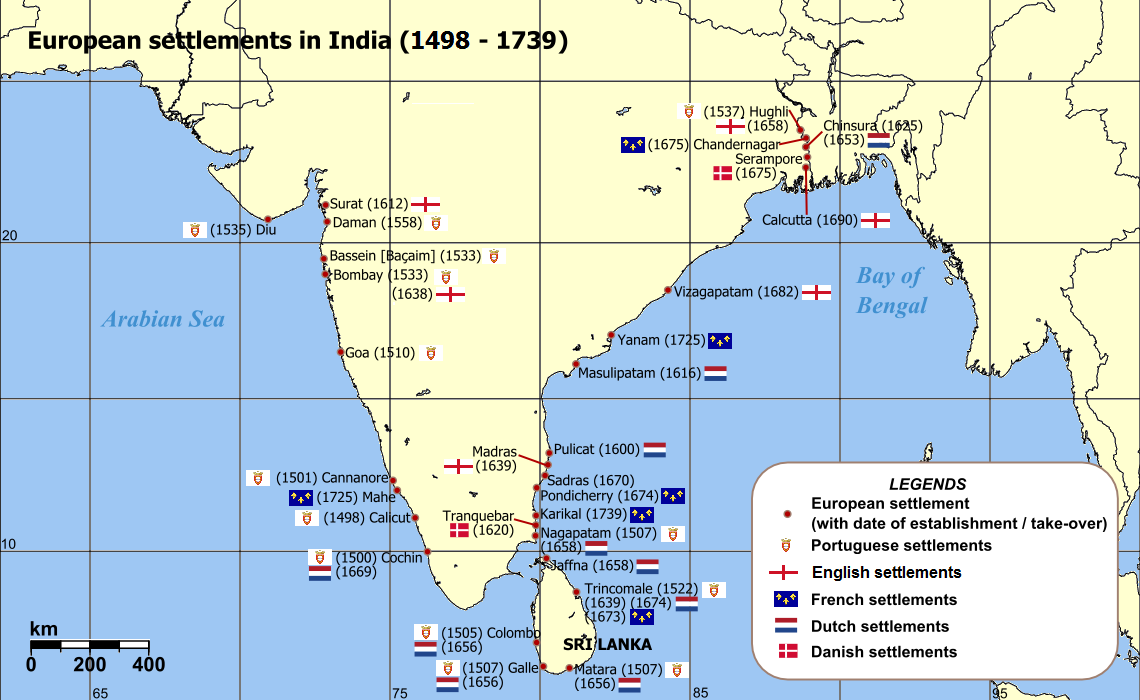
مستوطنات أوروبية في الهند (1501–1739)

مثل المستعمرين الأوروبيين الآخرين، بدأ الفرنسيون استعمارهم من خلال الأنشطة التجارية، بدءًا من إنشاء مصنع في سورات في 1668. بدأ الفرنسيون بالاستقرار في الهند سنة 1673، بدءًا من شراء الأراضي في تشاندرناجور من حاكم البنغال المغولي، تبع ذلك الاستحواذ على بونديشيري من سلطان بيجابور في العام التالي. أصبح كلاهما مركزًا لأنشطة الفرنسيين التجارية البحرية في الهند. كان لهم أيضًا مراكز تجارية في ماهي وكاريكال وياناوم. على غرار الوضع في تاهيتي ومارتينيك حيث المنطقة الإدارية الاستعمارية الفرنسية منعزلة جزريًا، ولكن في الهند كانت السلطة الفرنسية معزولة وسط إقليم تسيطر عليه بريطانيا.
بحلول القرن الثامن عشر أصبح الفرنسيون المنافسين الأوروبيين الرئيسيين للبريطانيين. خلال ذات القرن كان من الممكن للغاية أن تخضع شبه القارة الهندية للسيطرة الفرنسية، لكن الهزيمة التي لحقت بهم في حرب السنوات السبع (1756-1763) قلصت الطموحات الفرنسية للأبد. أعادت معاهدة باريس (1763) المدن الخمسة إلى الفرنسيين مع توضيح أنه لايمكن لفرنسا توسيع سيطرتها خارج تلك المناطق.
يمكن إرجاع بداية الاحتلال البرتغالي للهند إلى وصول فاسكو دا جاما بالقرب من كاليكوت في 20 مايو 1498. بعد ذلك بقليل تبعه مستكشفون وتجار ومبشرون آخرون. بحلول 1515 كان البرتغاليون أقوى قوة بحرية في المحيط الهندي وسيطروا على ساحل مليبار.

## الإمبريالية الجديدة (1870-1914)

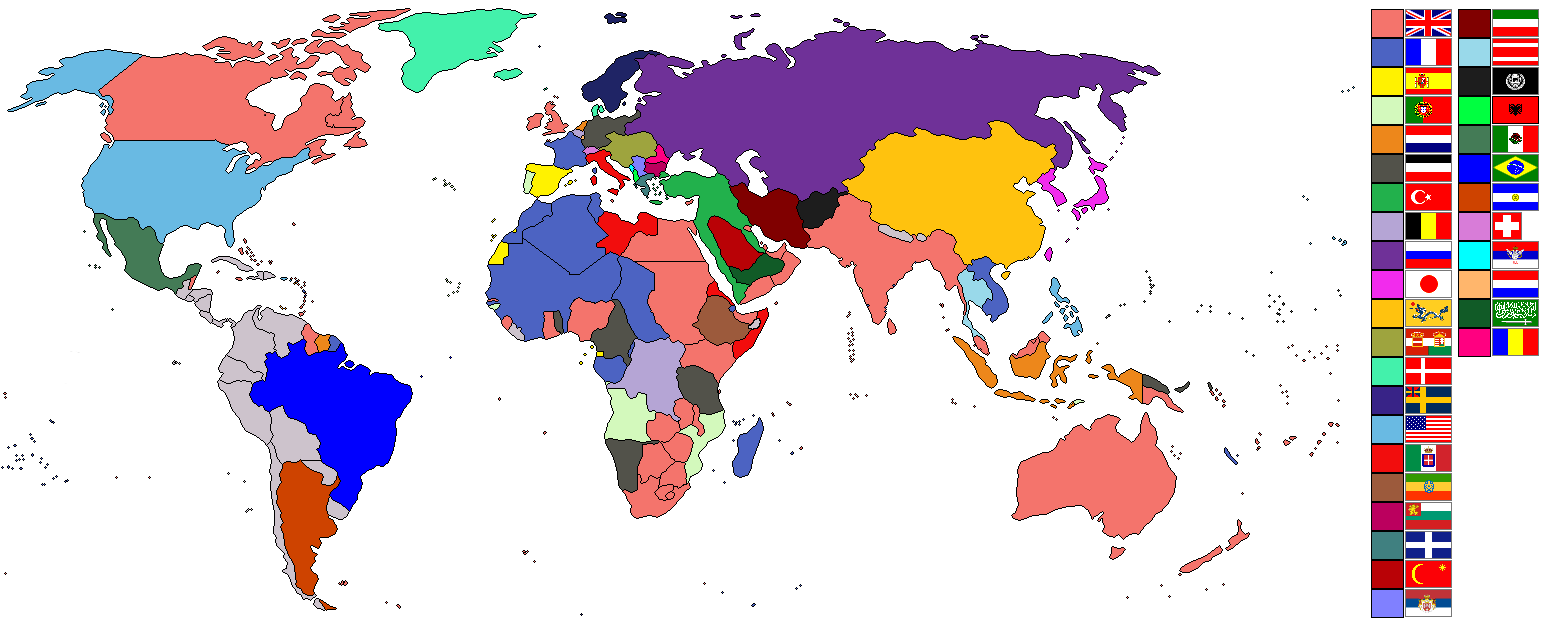
إمبراطوريات العالم في عام 1910

وغالبًا ما عُرفت سياسة التوسع الاستعماري الأوروبي وفكره من فترة سبعينات القرن 19 (فترة افتتاح قناة السويس وقيام الثورة الصناعية الثانية) وحتى اندلاع الحرب العالمية الأولى في 1914 باسم الإمبريالية الجديدة. وتميزت الفترة بالسعي غير المسبوق وهو ما اصطُلِح على تسميته«إمبراطورية من أجل الإمبراطورية»، وبالمنافسة العدائية لاكتساب أراضي ما وراء البحار، وبظهور مذاهب التفوق العنصري في البلدان التي حرمت الشعوب المقهورة من الحكم الذاتي، وإنكار أهليتها لذلك.
وخلال تلك الفترة، أضافت القوى الأوروبية ما يقارب من 8,880,000 ميل مربع (23,000,000 كيلومتر مربع) إلى متلكاتها الاستعمارية الخارجية. حيث احتلتها القوى الغربية في أواخر ثمانينات القرن 19، فكانت إفريقيا الهدف الأساسي للتوسع الإمبريالي الجديد، (عرف باسم التدافع على أفريقيا)، ومع ذلك فقد تعرضت مناطق أخرى من العالم للغزو - بالذات جنوب شرق آسيا وساحل شرق آسيا، حيث انضمت اليابان إلى زحف القوى الأوروبية على الأراضي.
سوى مؤتمر برلين (1884-1885) الخلافات حول المنافسة الإمبريالية بين بريطانيا وفرنسا وألمانيا واضعًا تعريفًا ل«الاحتلال الفعلي» بوصفه معيار للاعتراف الدولي بالمزاعم الاستعمارية وتقنين فرض الحكم المباشر، الذي ما يتحقق عادة من خلال القوة المسلحة.
وبعد مرور عقد كانت الإمبريالية المتنافسة ستصطدم سنة 1898 بحادثة فشودة، والتي اجتُنِبَت خلالها الحرب بين فرنسا وبريطانيا بشق النفس. أدى هذا الخوف إلى تحالفات جديدة، حيث وقعا في 1904 الاتفاق الودي بينهما. وكان التنافس الإمبريالي بين القوى الأوروبية السبب الرئيسي في قيام الحرب العالمية الأولى في 1914.
وفي ألمانيا، اقترن تزايد رابطة الشعوب الجرمانية بالإمبريالية في آلديوتشيه فيرباند (pan germanic league)، الذي ذكر أن وضع بريطانيا بأنها قوة عالمية أعطاها مزايا غير عادلة في الأسواق العالمية، مما حد من النمو الاقتصادي في ألمانيا وهدد أمنها.
وأثار المؤرخ الاقتصادي جروفر كلارك مسألة إذا كانت المستعمرات قد دفعت الثمن، فرد قائلا: «لا!» وذكر أنه في كل حالة، فإن تكلفة الدعم وخاصة الدعم العسكري الضروري لحماية المستعمرات والدفاع عنها، تفوق إجمالي الناتج التجاري للمستعمرات. وباستثناء الإمبراطورية البريطانية، لم تكن تلك وجهات مفضلة لهجرة السكان الفائضين.

### التدافع على أفريقيا

الأراضي الأوروبية في أفريقيا سنة 1914 بعد التدافع عليها.

أضحت أفريقيا هدف الموجة الثالثة من الاستعمار الأوروبي، بعد موجة الأمريكتين وآسيا. وأراد العديد من رجال الدولة الأوروبية والصناعيين تسريع التدافع على أفريقيا، وحماية المستعمرات قبل أن يحتاجونها بشدة. كان بسمارك بصفته بطل السياسة الواقعية يكره فكرة المستعمرات، ويرى أنها مضيعة للوقت. ولكنه تعرض لضغوط من كل أطياف الشعب وخاصة النخبة الذين اعتبروا الاستعمار ضرورة لمكانة ألمانيا. وكانت للمستعمرات الألمانية في توغولاند وساموا وجنوب غرب أفريقيا وغينيا الجديدة جذور تجارية للشركات، في حين كانت المناطق المكافئة لتلك التي يهيمن عليها الألمان في شرق أفريقيا والصين مدينة بالكيثير نتيجة دوافع سياسية. كما استفاد البريطانيون في أفريقيا، وذلك من خلال شركة شرق أفريقيا للسيطرة على ما يعُرف الآن بكينيا وأوغندا. وتولى التاج البريطاني الحكم رسميًا في 1895 أعاد تسمية المنطقة بمحمية شرق إفريقيا.
امتلك ليوبولد الثاني ملك بلجيكا شخصيًا دولة الكونغو الحرة من 1885 حتى 1908 عندما اندلعت فضيحة دولية متعلقة بالمعاملة التعسفية للعمال المحليين، مجبرة الحكومة البلجيكية على تولي الملكية والمسؤولية الكاملة. في حين استمر الهولندييون بالاحتفاظ بجزر الهند الشرقية الهولندية، والتي كانت واحدة من المستعمرات القليلة المربحة في الخارج.
بالطريقة نفسها حاولت إيطاليا أن تأخذ مكانًا تحت الشمس، فاستحوذت على أرض الصومال في 1899-1890 وإريتريا سنة 1899، واستفادت من رجل أوروبا المريض، فغزت أراضي للدولة العثمانية وهما إقليمي طرابلس وبرقة (في ليبيا حاليا) بعد معاهدة لوزان 1911. واضطُر إلى إرجاء غزو إثيوبيا التي كانت آخر الأراضي الأفريقية المستقلة حتى الحرب الإيطالية الحبشية الثانية في 1935-1936 (انتهت الحرب الإيطالية الإثيوبية الأولى في 1895-1896 بهزيمة إيطاليا).
كان ماتبقى من مستعمرات الإمبراطورية البرتغالية والإسبانية أصغر، ومعظمها ممتلكات استعمارية من الماضي. حيث نالت معظم مستعمراتهما الاستقلال خلال ثورات أمريكا اللاتينية في بداية القرن 19.

### الإمبريالية في آسيا
كانت اللعبة الكبرى في آسيا التي استمرت 1813-1907، وأدت إلى معاداة الإمبراطورية البريطانية للإمبريالية الروسية بشأن السيادة في آسيا الوسطى. انفتحت الصين أمام النفوذ الغربي بدءً من حرب الأفيون الأولى (1839-1842) والثانية (1856-1860). وبعد زيارات العميد البحري ماثيو بيري في 1852-1854، انفتحت اليابان أيضًا على العالم الغربي خلال عصر ميجي(1868-1912).
ارتبط ما سبق بالهند والصين، ولكن أشكال الإمبريالية الأخرى التي لا يمكن تجاهلها كانت موجودة في بورما وإندونيسيا (الهند الشرقية الهولندية) ومالايا والفلبين. وكانت بورما تحت الحكم البريطاني لما يقرب من مائة عام، ومع ذلك فقد كانت تعتبر دائمًا «منعزلة امبرياليًا». وهذا يفسر حقيقة أن بورما ليس لديها إرث استعماري واضح، وهي ليست جزءًا من الكومنولث. كانت بورما تُدار في منتصف عشرينيات القرن 19 من بينانق في مستعمرات المضيق البريطانية. ولكن سرعان ما تم نقل إدارتها إلى الهند البريطانية، والتي ظلت جزءًا منها حتى 1937. كانت بورما تُحكم بأنها مقاطعة هندية، ولا تعتبر مهمة جدًا وبالكاد تم إجراء أي تكييف للثقافة السياسية البورمية أو الحساسيات. وعندما بدأت الإصلاحات في دفع الهند نحو الاستقلال، سحبت منها بورما ببساطة.

## فترة ما بين الحربين (1918-1939)
أعيد رسم الخريطة الاستعمارية بعد هزيمة الإمبراطورية الألمانية والدولة العثمانية بعد الحرب العالمية الأولى (1914-1918). وانتقلت المستعمرات من الإمبراطوريات المهزومة إلى عصبة الأمم التي تأسست حديثًا، والتي قامت بنفسها بتوزيع المستعمرات على القوى المنتصرة بصيغة انتداب.
وقسمت اتفاقية سايكس بيكو السرية 1916، الشرق الأوسط بين بريطانيا وفرنسا، وتعهد وعد بلفور 1917 للحركة الصهيونية بدعم إقامة وطن قومي لليهود في فلسطين، ليصبح فيما بعد دولة إسرائيل. شملت الولايات الفرنسية سوريا ولبنان، في حين مُنحت بريطانيا العراق وفلسطين. وتمكن الملك عبد العزيز آل سعود الجزء الأكبر من شبه الجزيرة العربية باسم المملكة العربية السعودية سنة 1922. وأدى اكتشاف أضخم احتياطي من النفط الخام يمكن الوصول إليه بسهولة في العالم، إلى تدفق شركات النفط الغربية التي سيطرت على اقتصادات المنطقة حتى سبعينات القرن العشرين، وجعل أمراء الدول النفطية شديدي الثراء، وتمكينهم من تعزيز سلطتهم ومنحهم حصة في الحفاظ على الهيمنة الغربية على المنطقة. خلال عشرينيات وثلاثينيات القرن الماضي، تحرك العراق وسوريا ومصر نحو الاستقلال، على الرغم من أن البريطانيين والفرنسيين لم يغادروا المنطقة رسميًا حتى أجبروا على القيام بذلك بعد الحرب العالمية الثانية.

### الإمبريالية اليابانية

إمبراطورية اليابان في سنة 1939

كان النصف الثاني من القرن 19 فترة من الاضطرابات الداخلية في اليابان، تلتها فترة من التطور السريع. فبعد إغلاقها لقرون أمام النفوذ الغربي، أجبرت الولايات المتحدة اليابان على الانفتاح على الغرب خلال عصر ميجي (1868-1912)، والذي تميز بالتحديث السريع والاقتراض من الثقافة الأوروبية (في القانون والعلوم وغيرها). وهذا بدوره ساعد في جعل اليابان القوة التي هي عليها الآن، وتجسد ذلك بالحرب الروسية اليابانية 1904-1905: كانت هذه الحرب المؤشر الأول على انتصار القوة الآسيوية في مواجهة القوة الاستعمارية الأوروبية، وأدت إلى مخاوف واسعة النطاق بين السكان الأوروبيين (أول ظهور للخطر الأصفر). وخلال الجزء الأول من القرن 20 كانت الصين خاضعة لمختلف الإمبرياليات الأوروبية، بينما اليابان قوة إمبريالية. تغزو ماوُصف ب.
حكمت اليابان كوريا وتايوان منذ 1895 عندما تم إبرام معاهدة شيمونوسيكي حتى 1945 عندما هُزمت اليابان. فقد ضمت كوريا رسميًا إلى الإمبراطورية اليابانية في 1910. وفقًا للكوريين فإن الاستعمار الياباني لهم كان وحشيًا، حتى بمعايير القرن العشرين. تضمن هذا الاستعمار الوحشي استخدام نساء المتعة الكوريات اللاتي أجبرن على العمل عبيدًا للجنس في بيوت الدعارة التابعة للجيش الياباني.
وفي سنة 1931 استولت وحدات الجيش الياباني المتمركزة في منشوريا على المنطقة؛ فأنشأت دولة مانشوكو العميلة. فاندلعت حرب شاملة مع الصين في 1937، استهوت اليابان نحو طموح الهيمنة الآسيوية (منطقة شرقى أسيا الكبرى للرفاهية المتبادلة)، مما أدى في النهاية إلى هزيمتها وفقدان جميع أراضيها الاستعمارية بعد الحرب العالمية الثانية (انظر السياسة العسكرية اليابانية والقومية اليابانية). وكما كان الحال في كوريا، كانت المعاملة اليابانية للشعب الصيني وحشية ولا سيما ما اتضح من مذبحة نانجينغ.

## محاولة إنهاء الاستعمار الثانية (1945-1999)

تواريخ إنهاء الاستعمار في الدول الإفريقية.

بدأت الحركات المناهضة للاستعمار تكسب زخمًا بعد انتهاء الحرب العالمية الأولى، والتي شهدت قتال أهالي المستعمرات بجانب المستعمرين، وخطاب الرئيس الأمريكي وودرو ويلسون على النقاط الأربعة عشرة. ومع ذلك، لم تحشد تلك الحركات بالكامل إلا بعد الحرب العالمية الثانية. وأعلن رئيس الوزراء البريطاني ونستون تشرشل والرئيس الأمريكي فرانكلين دي روزفلت، ميثاق الأطلسي لسنة 1941، والذي نص على التزام الموقعين «باحترام حق جميع الشعوب في اختيار شكل الحكومة التي ستعيش في ظلها». وعلى الرغم من أن تشرشل ادعى في وقت لاحق أن هذا لا ينطبق إلا على تلك البلدان التي تحت الاحتلال النازي، وليست على الإمبراطورية البريطانية، إلا أنه لايمكن تغيير الميثاق بتلك السهولة: فقد أصدرت الجمعية التشريعية لمستعمرة الهند البريطانية الأكثر أهمية، قرارًا ينص على أنه ينبغي تطبيق الميثاق عليها أيضًا.
وفي سنة 1945 تأسست الأمم المتحدة (UN) عندما وقعت 50 دولة على ميثاق الأمم المتحدة، والذي تضمن بيانًا من أساسه احترام مبدأ المساواة في الحقوق وتقرير المصير للشعوب. وفي 1952 صاغ عالم الديموغرافيا ألفريد سافوي مصطلح «العالم الثالث» في إشارة إلى السلطة الفرنسية الثالثة. ويعبر المصطلح عن الدول التي لم تنضم إلى الغرب ولا إلى الكتلة السوفياتية خلال الحرب الباردة. ثم بدأ انهاء الاستعمار في العقود التالية يقوي تلك الفئات التي بدأت بالتمثيل في الأمم المتحدة. وأول تحرك دولي للعالم الثالث هو مؤتمر باندونغ سنة 1955 بقيادة جواهر لال نهرو من الهند وجمال عبد الناصر من مصر وجوزيف بروز تيتو من يوغوسلافيا. دفع المؤتمر الذي ضم 29 دولة مثلت أكثر من نصف سكان العالم إلى إنشاء حركة عدم الانحياز في 1961.

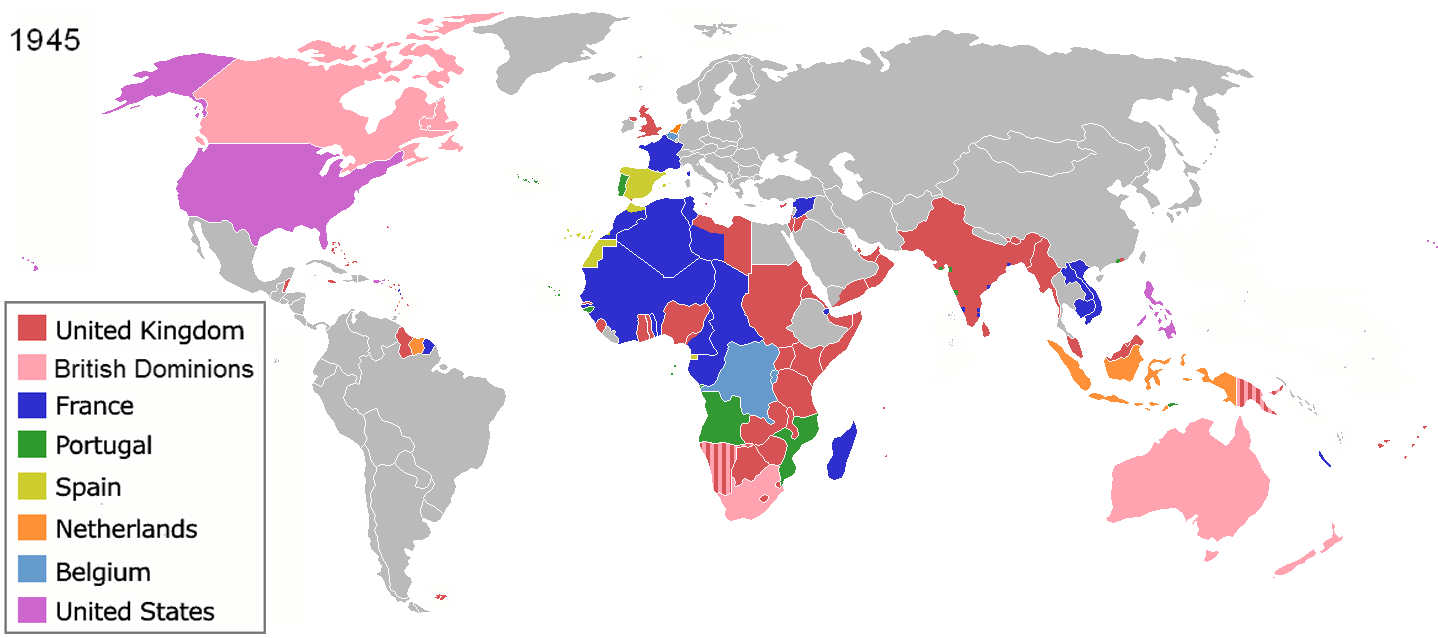
خريطة للاستعمار حول العالم بعد الحرب العالمية الثانية في 1945

في البداية عارضت الولايات المتحدة بنفسها وجود الإمبراطوريات الاستعمارية، إلا أن مخاوف الحرب الباردة حول النفوذ السوفياتي في العالم الثالث جعلتها تقلص دورها بشأن الدعوة إلى السيادة الشعبية وإنهاء الاستعمار. وهكذا تلقت فرنسا دعمًا اقتصاديًا في الحرب الهندوصينية الأولى (1946-1954) ولم تتدخل الولايات المتحدة في حرب الاستقلال الجزائرية (1954-1962). ولكن كان مسألة انهاء الاستعمار عملية لا يمكن إيقافها. ففي 1960 بعد نيل عدد من الدول الاستقلال، وصل أعضاء الأمم المتحدة إلى 99 عضوًا: فأضحى إنهاء الاستعمار عن أفريقيا شبه مكتمل. وفي 1980 أصبح عدد الدول الأعضاء في الأمم المتحدة 154 دولة، وفي 1990 بعد استقلال ناميبيا بلغ عدد الدول الأعضاء فيها 159 دولة. ونقلت سيادة هونغ كونغ وماكاو إلى الصين في 1997 و 1999 بالتوالي، مما أنهى للأبد الحقبة الاستعمارية الأوروبية.

### دور الاتحاد السوفيتي والصين
كان الاتحاد السوفيتي الداعم الرئيسي لحركات إنهاء الاستعمار ومعه الأحزاب الشيوعية في جميع أنحاء العالم التي شجبت الإمبريالية والاستعمار. في حين كان من المفترض أن حركة عدم الانحياز التي أُُنشئت في 1961 أن تكون على الحياد، حيث عارض «العالم الثالث» كل من «العالم الأول» و«العالم الثاني»، ولكن أدت المخاوف الجيوسياسية، بالإضافة إلى رفض الولايات المتحدة دعم حركات إنهاء الاستعمار ضد حلفاءها الأوروبيين في حلف شمال الأطلسي، بقيام حركات التحرر الوطنية بالميل بقوة نحو الشرق. وكذلك أدى ظهور الصين على الساحة العالمية بقيادة ماو تسي تونغ إلى خلق قطيعة بين الفصائل السوفيتية والصينية في الأحزاب الشيوعية حول العالم، مع أن جميعها عارضت الإمبريالية. وكان فيدل كاسترو الذي قاد كوبا بعد الثورة سنة 1959 محايدًا في البداية قبل أن يتجه إلى موسكو. كما دعم حركات الاستقلال اليسارية في أنغولا وموزمبيق التي كانت قليلة العدد، ومستقلة تماماً عن المساعدات الخارجية. وذلك بإرسال قوات قتالية بتمويل سوفيتي لمساعدتهم.
وعلى الصعيد العالمي، حاولت حركة عدم الانحياز بقيادة جواهر لال نهرو وتيتو وجمال عبد الناصر خلق كتلة من الدول القوية بما يكفي استغنائها عن الاعتماد الولايات المتحدة أو الاتحاد السوفيتي، ولكنها مالت بالنهاية إلى الاتحاد السوفيتي. في حين أن حركات الاستقلال الأصغر سواء للضرورة الاستراتيجية أو الاختيار الأيديولوجي، كانت مدعومة إما من موسكو أو بكين. قليل من حركات الاستقلال كانت مستقلة تمامًا عن المساعدات الخارجية. وفي الستينيات والسبعينيات من القرن الماضي، قدم ليونيد بريجنيف وماو تسي تونغ دعمًا مؤثرًا للحكومات الأفريقية الجديدة التي أصبح العديد منها دولًا اشتراكية ذات الحزب الواحد.

## ما بعد الاستعمارية

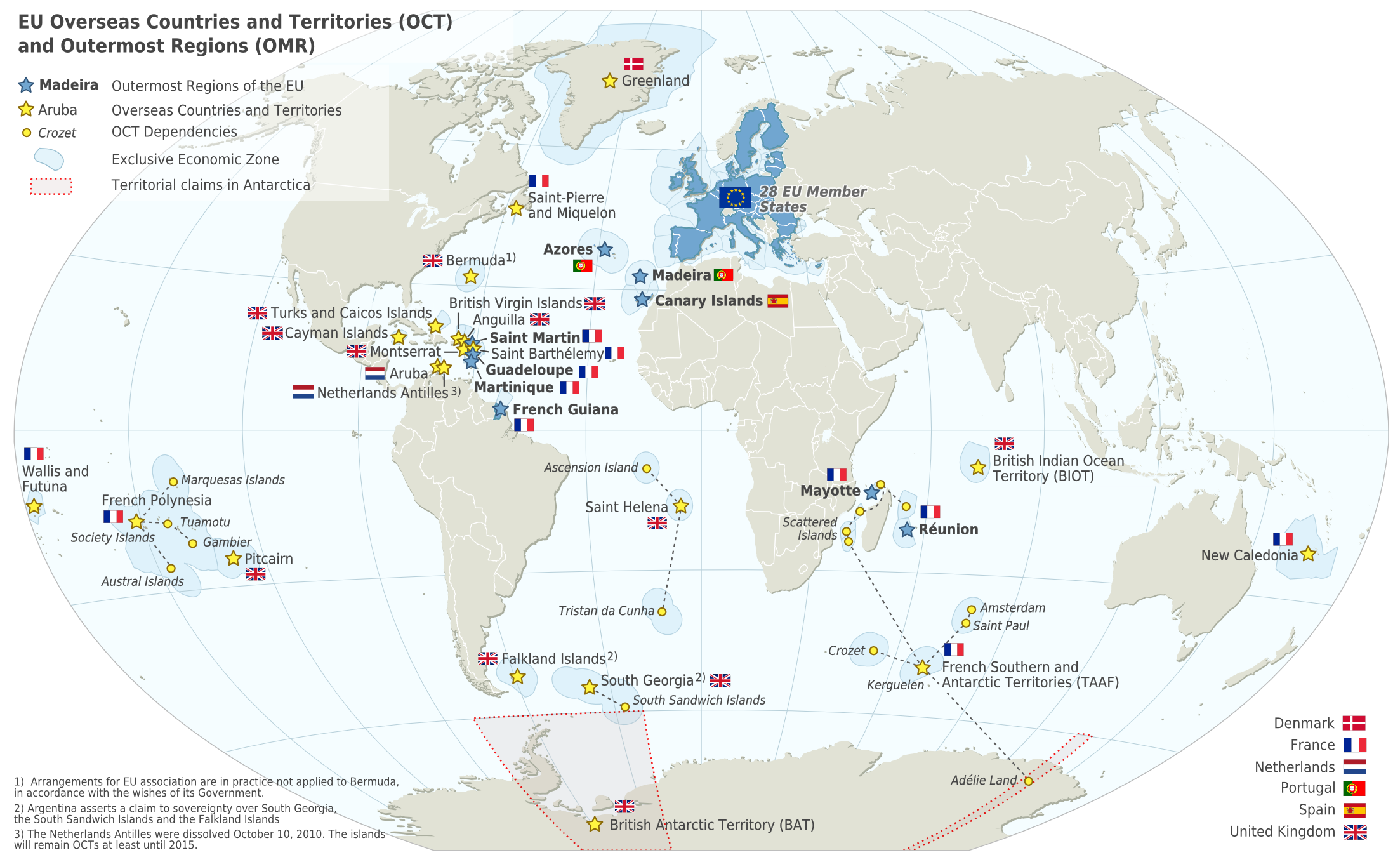
خريطة العالم تظهر الاتحاد الأوروبي مع البلدان والأقاليم ماوراء البحار والمناطق النائية.

ما بعد الاستعمارية هو مصطلح استخدم للتعريف على تأثير الاستعمار ووجوده المستمر والمقلق في الفترة التي نسميها مابعد الاستعمار. وهو يدل على الآثار المستمرة التي احدثتها المواجهات الاستعمارية وسلب الأراضي والقوة في تشكيل هياكل مألوفة للعالم الحالي (اجتماعية وسياسية والحيز والارتباط العالمي غير المتكافئ). ما بعد الاستعمار في حد ذاته يشكك في نهاية الاستعمار.